# Giro (álbum)
Giro é o sexto álbum de estúdio da cantora potiguar Roberta Sá, lançado em 26 de abril de 2019 pela gravadora Deck. O disco é um projeto com canções inéditas do cantor e compositor Gilberto Gil.

## Precedentes e produção
Depois do álbum Delírio no Circo (2016) e de sua turnê, Roberta revelou que havia ganhado uma canção do compositor baiano, e que iria registrar no próximo álbum, esta canção sendo "Giro". Inicialmente o projeto da artista era selecionar sucessos do repertório de Gil mesclando com algumas inéditas, portando durante o processo criativo do disco Gil compôs novas canções e optou-se por reunir apenas inéditas. O processo como um todo demorou cerca de três anos.
O primeiro single do álbum "Ela Diz Que Me Ama", marcou o retorno de uma parceria de Gilberto Gil com Jorge Ben Jor após 44 anos. Segundo a própria artista, estavam os três juntos quando Roberta revelou a vontade de um dia gravar uma canção de Ben Jor, e ele respondeu "por que não agora?", nisso a cantora explicou que estava fazendo um disco só com canções de Gil, e aproveitou a dizer "se você fizer uma com ele, eu gravo". Cerca de uma semana depois Gil mostrou a canção pronta para Roberta, e ela quis convidar Ben Jor também pra gravar.

## Lista de faixas
| N.º            | Título                                                  | Compositor(es)                   | Duração |  |
| 1.             | "Giro"                                                  | Gilberto Gil                     | 4:12    |  |
| 2.             | "O Lenço e o Lençol"                                    | Gil                              | 4:02    |  |
| 3.             | "Cantando as Horas"                                     | Gil Roberta Sá                   | 3:30    |  |
| 4.             | "Ela Diz Que Me Ama" (com Gilberto Gil e Jorge Ben Jor) | Gil Ben Jor                      | 4:03    |  |
| 5.             | "Nem"                                                   | Gil Alberto Continentino Bem Gil | 4:17    |  |
| 6.             | "Fogo de Palha"                                         | Gil Sá                           | 3:16    |  |
| 7.             | "Autorretratinho"                                       | Gil                              | 2:53    |  |
| 8.             | "A Vida de um Casal"                                    | Gil                              | 4:27    |  |
| 9.             | "Xote da Modernidade"                                   | Gil                              | 3:32    |  |
| 10.            | "Outra Coisa"                                           | Gil Sá Yuri Queiroga             | 2:59    |  |
| 11.            | "Afogamento"                                            | Gil Jorge Bastos Moreno          | 4:07    |  |
| Duração total: | Duração total:                                          | Duração total:                   | 41:18   |  |

| Lado A         |                      |                          |         |  |
| N.º            | Título               | Compositor(es)           | Duração |  |
| 1.             | "Giro"               | Gil                      | 4:12    |  |
| 2.             | "O Lenço e o Lençol" | Gil                      | 4:02    |  |
| 3.             | "Cantando as Horas"  | Gil Sá                   | 3:30    |  |
| 4.             | "Ela Diz Que Me Ama" | Gil                      | 4:03    |  |
| 5.             | "Nem"                | Gil Continentino Bem Gil | 4:17    |  |
| Duração total: | Duração total:       | Duração total:           | 20:04   |  |

| Lado B         |                       |                 |         |  |
| N.º            | Título                | Compositor(es)  | Duração |  |
| 1.             | "Fogo de Palha"       | Gil Sá          | 3:16    |  |
| 2.             | "Autorretratinho"     | Gil             | 2:53    |  |
| 3.             | "A Vida de um Casal"  | Gil             | 4:27    |  |
| 4.             | "Xote da Modernidade" | Gil             | 3:32    |  |
| 5.             | "Outra Coisa"         | Gil Sá Queiroga | 2:59    |  |
| 6.             | "Afogamento"          | Gil Moreno      | 4:07    |  |
| Duração total: | Duração total:        | Duração total:  | 21:14   |  |